# Universidad Técnica de Cajamarca
La Universidad Técnica de Cajamarca (UTC) és un club de futbol peruà de la ciutat de Cajamarca fundat el 14 de juliol de 1964 pel Dr. Luis Ibérico Mass, catedràtic de la Universidad Técnica de Cajamarca actualment Universidad Nacional de Cajamarca (UNC). Ha guanyat la Copa Perú el 1981 i ha estat campió regional de la zona nord el 1986.

## Palmarès
- Copa Perú:[2]
  - 1981, 2012